# Batalla de San Cala
La Batalla de Sancala o de San Cala (departamento Minas, provincia de Córdoba, 8 al 9 de enero de 1841) fue un combate entre las fuerzas unitarias y las federales que, al mando del general Ángel Pacheco, evitaron la expansión de la Coalición del Norte (unitaria) a las provincias de Cuyo.
Si sus consecuencias no fueron decisivas para la guerra civil, en cambio causó el traslado del pueblo llamado hasta entonces Sancala a cierta distancia, en la actual ubicación de la localidad de San Carlos Minas.

## Antecedentes
Después del fracaso de la campaña de Juan Lavalle en la invasión de Buenos Aires, este se trasladó a Santa Fe, y desde allí retrocedió hacia la provincia de Córdoba. Pero una desinteligencia con las fuerzas de Gregorio Aráoz de Lamadrid causó una terrible derrota de Lavalle en la batalla de Quebracho Herrado.
No considerándose suficientemente fuertes en Córdoba, ambos generales acordaron retirarse hacia las provincias del norte, seguras para el bando unitario. Y enviaron a dos columnas secundarias a capturar otras provincias: una de 700 hombres, al mando de Mariano Acha, fracasaría en dominar la provincia de Santiago del Estero.
La segunda columna fue puesta al mando del coronel José María Vilela; eran los mejores hombres de Lavalle, y su misión era apoyar las revoluciones unitarias que debían estallar en las provincias de San Luis y en Mendoza.

## La sorpresa de Sancala

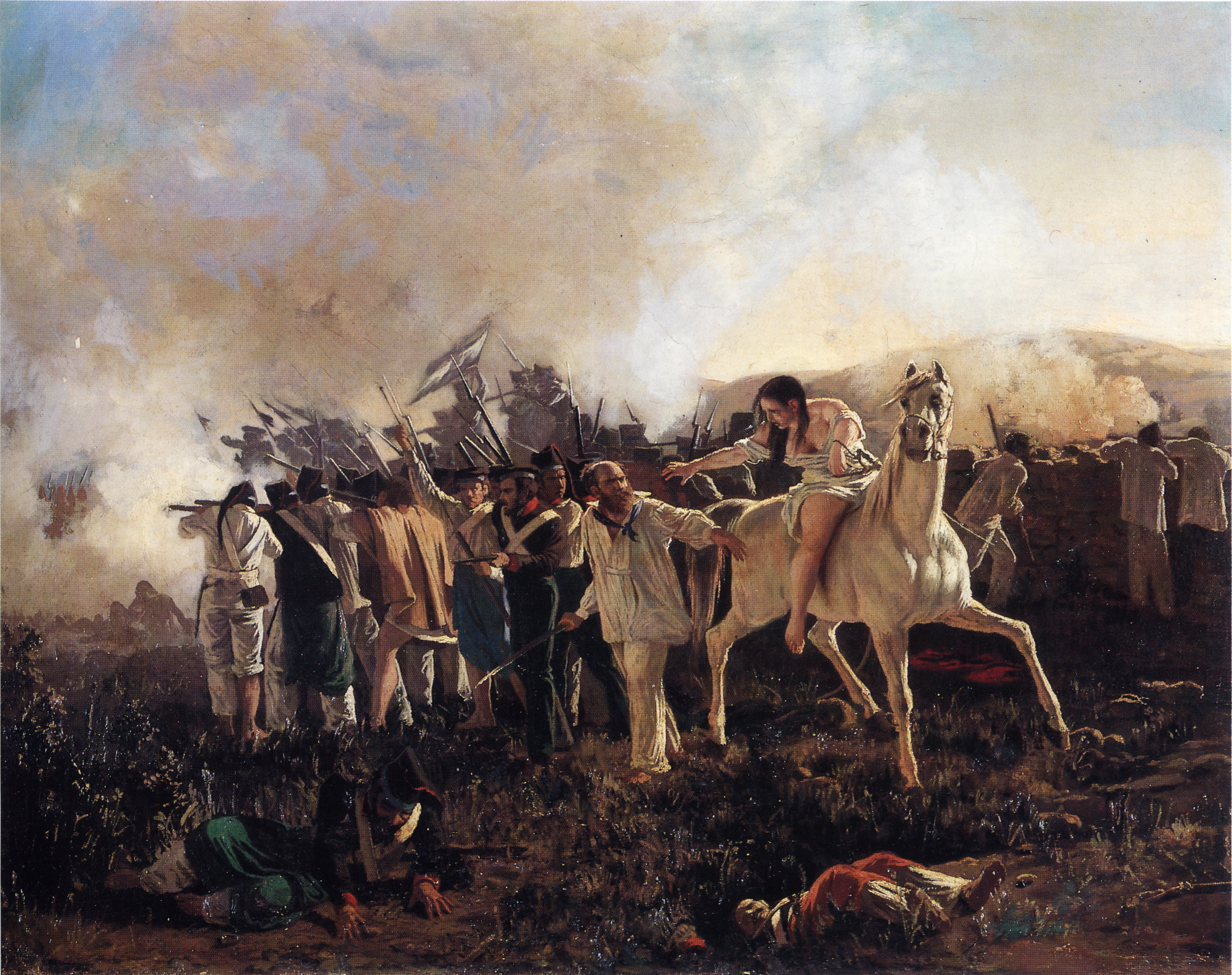
Batalla de San Cala, óleo de Juan Manuel Blanes, 1875

Dirigiéndose al Valle de Traslasierra, fueron alcanzados en el pueblo indígena de Sancala (cerca de San Carlos Minas, provincia de Córdoba) por la división de caballería enviada en su persecución, al mando del general Ángel Pacheco.
Vilela, demasiado confiado, había atrincherado a todos sus hombres en un corral de piedra muy grande y con altas paredes, los dejó pernoctar sin la vigilancia de una guardia efectiva. Pacheco llegó allí de noche; como llevaba menos fuerzas que su enemigo, decidió confiar la victoria a la sorpresa: atacó con su caballería en columna, a medianoche, y a través de la única puerta de entrada al corral. La matanza fue terrible, y se perdieron la mayor parte de los soldados de Vilela.

## Consecuencias
El propio Vilela debió huir a través del desierto hasta Catamarca; lucharía en la batalla de Famaillá, última derrota de Lavalle, y sería fusilado en Metán, junto con el gobernador tucumano Marco Avellaneda.
Pacheco organizó un poderoso ejército, con el que hizo una nueva campaña a Cuyo. En septiembre de ese año destrozaría las fuerzas de Lamadrid en la batalla de Rodeo del Medio, última de las fuerzas de la Coalición del Norte, asegurando el dominio absoluto del partido federal por otros diez años.
Los habitantes del pueblo de Sancala, impresionados con la sangrienta batalla y con su cementerio repleto de cadáveres de muertos en ella, además de muchos restos humanos que permanecieron insepultos, se trasladaron en los años siguientes a un lugar cercano, el actual pueblo de San Carlos, o San Carlos Minas, a corta distancia de allí. El lugar de Sancala quedó desierto desde entonces. Puede ubicarse algunas ruinas de la antigua iglesia como único vestigio del asentamiento de este poblado.